# Cratere Lagamal
Lagamal è un cratere sulla superficie di Ganimede.